# The Pretenders (film 1915)
The Pretenders è un film muto del 1915 diretto da Robert G. Vignola.

## Trama
Per una serie di equivoci, Dick, un ricco broker in vacanza, è indotto a credere che Elsie, una ragazza conosciuta in campagna, sia non solo la figlia di un contadino, ma anche una ladra. La stessa cosa accade a Elsie, che scambia il suo corteggiatore prima per un bracciante e poi, anche lei, per ladro. Un detective, sulle tracce del vero malvivente, li mette alle strette ma Elsie prova all'investigatore la propria identità ma non la rivela a Dick. Solo quando quest'ultimo la incontra a un party, comincerà ad avere dei dubbi e, alla fine, chiarirà il malinteso.

## Produzione
Il film fu prodotto dalla Kalem Company.

## Distribuzione
Distribuito dalla General Film Company, il film uscì nelle sale cinematografiche USA il 4 ottobre 1915.